# 486 Cremona
486 Cremona
486 Cremona là một tiểu hành tinh ở vành đai chính. Nó được Luigi Carnera phát hiện ngày 11.5.1902 ở Heidelberg, và được đặt theo tên thành phố Cremona của Ý.